# میرکو فیلیپوویچ
میرکو فیلیپوویچ (به انگلیسی: Mirko Cro Cop) میرکو کرو کوپ متولد دهم سپتامبر ۱۹۷۴ کیک بوکسینگ و هنرهای رزمی ترکیبی در بخش سنگین‌وزن است. 

## زندگی نامه

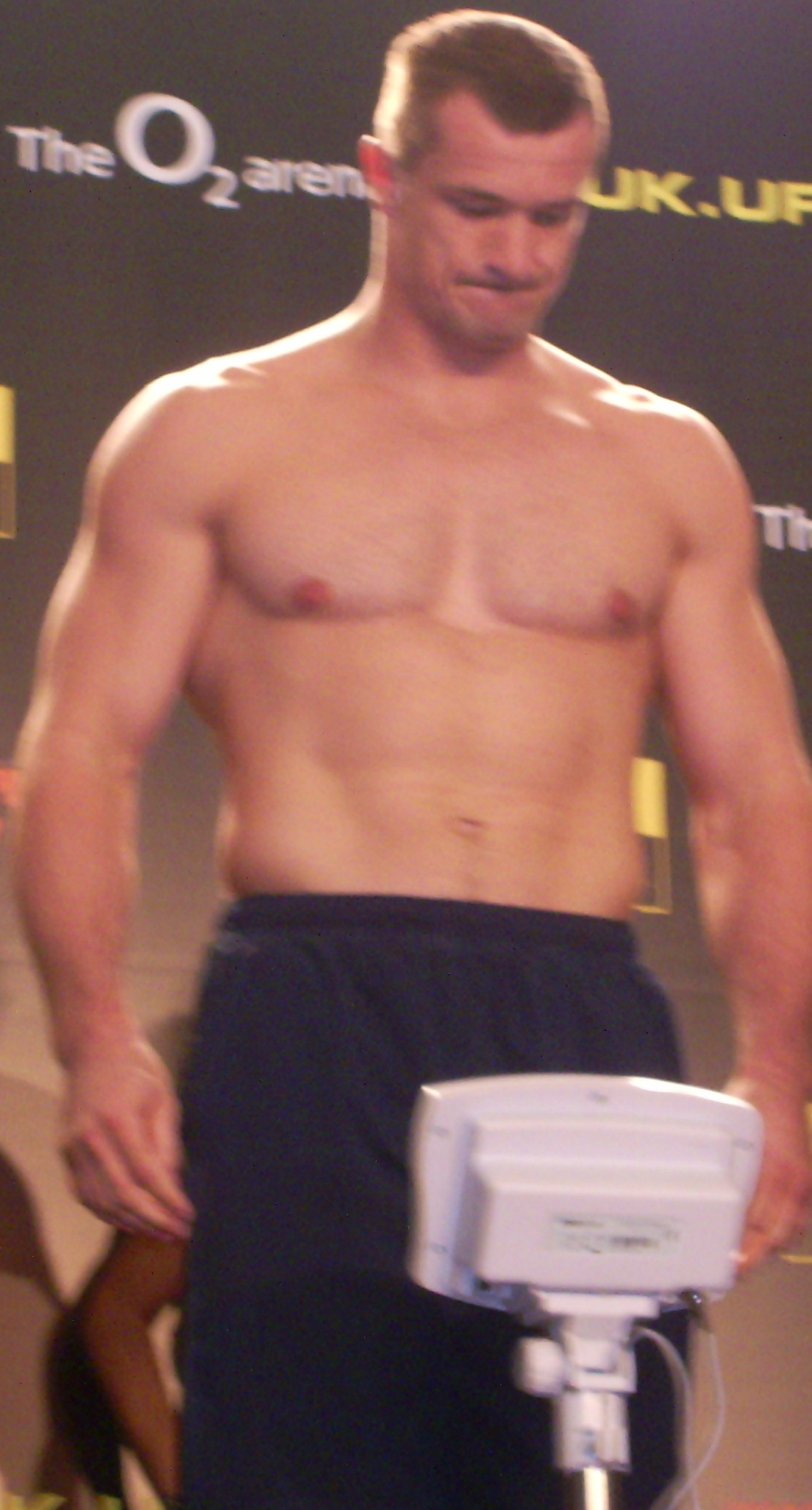
میرکو فیلیپوویچ

او سیاستمدار بازنشسته و افسر اجرایی حقوق می‌باشد. فیلیپوویچ طی سال‌های ۲۰۰۳ تا ۲۰۰۷ عضو جنبش سوسیال دموکرات در پارلمان کرواسی بود. لقب "کرو کوپ" (Cro Cop) مخفف "Croatian Cop" است که به دلیل عضویت فیلیپوویچ در واحد ضد تروریستی "لوچکو" (واحد تاکتیکی نیروهای ویژه پلیس) به او داده شده‌است. فیلیپوویچ هم در کی وان و هم و هم در سایر هنرهای رزمی موفق بوده‌است.
از دوران جوانی به هنرهای رزمی علاقه داشت. فیلیپوویچ در سال ۱۹۹۶ فعالیت حرفه‌ای خود را در کیک بوکسینگ آغاز کرد و جا پای هموطن خود "برانکو سیکاتیچ" گذاشت. قبل از دوران حرفه آیش او یک بوکسر آماتور بود. رکورد او در بوکس آماتور ۴۰ پیروزی و ۵ شکست بود. او همزمان در واحد ضد تروریستی آلفای پلیس کرواسی به عنوان کماندو مشغول بود که به همین علت به او لقب "کرو کوپ" (پلیس کُرُوات) دادند. از دیگر القاب او می‌توان به "تیگار" اشاره کرد که برگرفته از واژه "تایگر" به معنای ببر است.

## زندگی ورزشی
در سال ۱۹۹۶ و در سن ۲۲ سالگی، فیلیپوویچ گام به تورنومنت کی وان گرند پریکس گذاشت. بعد از غلبه بر ژروم لی بنر در مصاف با اِرنستو هوست شکست خورد. او سه سال بعد و در سال ۱۹۹۹ به کی وان بازگشت او ابتدا فایتر بریتانیایی ریکی نیچولسون ملقب به تانک را با ناک اوت شکست داد ولی در مقابل فایتر سوئیسی ژاویت بَجرامی متوقف گردید. علی‌رغم این شکست فیلیپوویچ با وایلد کارت وارد تورنومنت جهانی کیک بوکسینگ شد. در آغز او مایک برناردو را مغلوب کرد و سپس فایتر ژاپنی موساشی و پس از آن کاراته کای استرالیایی سَام گِرِکو را ناک اوت کرد ولی باز هم در مقابل اِرنستو هوست شکست خورد که بعداً مشخص شد فیلیپوویچ با دنده شکسته وارد رینگ مبارزه شده بود.
فیلیپوویچ موفقیت‌هایش را در K-1 با کسب پیروزی مقابل فایترهایی مانند:پیتر آرتز، مارک هانت و رِمی بونجاسکی ادامه داد. او توانست در ۸۶ ثانیه و با یک ضربه مُشت چپ، استخوان گونه باب ساپ را بشکند. در سال ۲۰۰۰ او ابتدا کاراته کای برزیلی گلوبه فیتوسا را شکست داد و سپس بوکسر ژاپنی هیرومی آمادا را مغلوب کرد تا به مرحله فینال مسابقات کی وان گرند پریکس ۲۰۰۰ ناگویای ژاپن صعود کند اما در مبارزه با مایک برناردو با تکنیکال ناک اوت در راند اول شکست خورد. در فینال ۸ نفر مسابقات جایزه بزرگ‌سال ۲۰۰۰ او بار دیگر مقابل اِرنستو هوست شکست خورد.
در سال ۲۰۰۱ او در مبارزه با فایتر کانادایی مایکل مک دونالد ناباورانه و در همان راند نخست شکست خورد. در همان سال او مبارزه در مسابقات هنرهای رزمی ترکیبی "Pride" را آغاز کرد و یک سال بعد از شغلش در واحد ضد تروریستی پلیس استعفاء داد تا به‌طور کامل بر هنرهای رزمی متمرکز شود. از این زمان به بعد او بیشتر در مسابقات رزمی ترکیبی مانند UFC,Pride و Dream شرکت داشت.

## بازگشت به کیک بوکسینگ
فیلیپوویچ در ۱۰ مارس سال ۲۰۱۲ و در سالن زاگرب آرنا شهر زاگرب کرواسی با رِی سیفو مبارزه کرد و توانست او را شکست دهد. این مبارزه بازگشت وی به کیک بوکسینگ بود. او سپس در سوپر فایتی در فینال ۱۶ نفر مسابقات کی وان گرند پریکس ۲۰۱۲ مادرید اسپانیا برابر لورِن خاویر خورگه قرار گرفت و موفق شد او را با ناک اوت (آپرکات چپ) شکست دهد. او سپس در فینال ۱۶ نفر مسابقات کی وان گرند پریکس ۲۰۱۲ در توکیو، ژاپن به مصاف رَندی بلیک از ایالات متحده رفت و موفق شد پس از سه راند او را شکست دهد تا به فینال ۸ نفر مسابقات کی وان گرند پریکس ۲۰۱۲ در زاگرب، کرواسی صعود کند. در فینال ۸ نفر و در مرحله یک چهرم نهایی او ابتدا با جارِل میلِر از ایالات متحده مبارزه کرد و توانست او را مغلوب کند در نیمه نهایی هم از سد پاول زوراولِف از اوکراین گذشت و در فینال هم موفق شد اسماعیل لُنت را شکست دهد و قهرمان مسابقات کی وان گرند پریکس ۲۰۱۲ شود. میرکو سپس در مبارزه بازنشستگی رِمی بونجاسکی که در مسابقات GLORY 14 زاگرب بود رو در روی بونجاسکی ایستاد و دست آخر مغلوب بونجاسکی شد.

## زندگی شخصی
میرکو فیلیپوویچ و همسرش کلودیا دارای دو پسر به نام‌های «ایوان» و «فیلیپ» هستند. میرکو از پدرش به عنوان قهرمان زندگی اش نام می‌برد.

## هنرپیشگی
فیلیپوویچ در سال ۲۰۰۵ و در سریال اکشن «نیروی نهایی» در نقش «اَکسون رِی» درخشید.

## عناوین
-قهرمان فینال مسابقات کی وان گرند پریکس ۲۰۱۲
-مبارز سال در رشته فول کُنتاکت در سال ۲۰۰۳
- فینالیست مسابقات کی وان گرند پریکس ۲۰۰۰ در فوکوئوکا، ژاپن
- مقام سوم مسابقات کی وان Braves '99
- قهرمان مسابقات جهانی فول کُنتاکت (IKBF) در سنگین‌وزن